# Ondrej Takács
Ondrej Takács (* 25. května 1949) je bývalý slovenský fotbalista. Po skončení aktivní kariéry působil jako trenér, vedl mj. FK Slovan Duslo Šaľa.

## Fotbalová kariéra
V československé lize hrál za AC Nitra a Spartak Trnava. Dal 14 ligových gólů. V nižší soutěži hrál i za Slovan Duslo Šaľa.

## Ligová bilance
| Ročník                                   | Zápasy | Góly | Klub           |
| ---------------------------------------- | ------ | ---- | -------------- |
| 1. československá fotbalová liga 1971/72 | 14     | 1    | AC Nitra       |
| 1. československá fotbalová liga 1972/73 | 22     | 6    | AC Nitra       |
| 1. československá fotbalová liga 1973/74 | 30     | 5    | AC Nitra       |
| 1. československá fotbalová liga 1974/75 | 19     | 3    | AC Nitra       |
| 1. československá fotbalová liga 1977/78 | 22     | 1    | Spartak Trnava |
| 1. československá fotbalová liga 1978/79 | 13     | 1    | Spartak Trnava |
| CELKEM 1. liga                           | 120    | 17   |                |